# 小森卓郎
小森 卓郎（こもり たくお、1970年〈昭和45年〉5月21日 - ）は、日本の政治家、大蔵・財務官僚。自由民主党所属の衆議院議員（2期）。
総務大臣政務官（第2次岸田第2次改造内閣）、金融庁総合政策局総合政策課長、防衛省大臣官房会計課長、石川県企画振興部長、同総務部長を歴任した。

## 来歴
神奈川県横浜市出身（現住所は石川県金沢市平和町2丁目）。東京大学法学部卒業。東大在学中は弁論部に所属した。1993年財務省（当時は大蔵省）に入省（大臣官房文書課）。1997年7月、理財局資金第一課原資係長。1998年7月、理財局資金第一課企画係長。その後は国際局総務課長補佐（渉外）、国際局国際機構課長補佐（通貨基金）、主計局主計官補佐（防衛係主査）、大臣官房総合政策課長補佐兼大臣官房総合政策課企画室長、内閣官房副長官付の秘書専門官などを経て、2011年7月から石川県に出向。企画振興部長と総務部長を務め、北陸新幹線金沢駅開業の準備や、IRいしかわ鉄道の設立に携わる。2014年7月に財務省へ復帰した。同年9月に北村茂男衆議院議員の長女と結婚し、2017年の第48回衆議院議員総選挙では引退を表明した北村の後任となる石川3区の候補として小森の名が一時挙がるも、固辞した。
2021年、プリンストン大学大学院修了。同年9月に自民党県連の公募により石川1区の候補者に選ばれた。10月31日の投開票の第49回衆議院議員総選挙で初当選した。北村茂男と同じ清和政策研究会（安倍派）に入会。
2023年9月13日、第2次岸田第2次改造内閣が発足。9月15日付で総務大臣政務官に就任。
2024年1月31日、総務大臣政務官を辞職。
同年10月31日の投開票の第50回衆議院議員総選挙では、小選挙区単独の立候補となったものの石川1区で再選。

## 政策
- 得意な政策分野として、経済財政、地域活性化、安全保障を掲げている[22]。

## 所属団体・議員連盟
- 自民党たばこ議員連盟[23]
- 総務委員会
- 経済産業委員会
- 自由民主党安全保障調査会幹事
- 自由民主党中小企業・小規模事業者政策調査会幹事
- 自由民主党金融調査会 事務局次長
- 与党整備新幹線建設推進PT委員
- 自由民主党原子力規制に関する特別委員会事務局次長
- 自由民主党デジタル社会推進本部 事務局次長
- 総務大臣政務官（第2次岸田第2次改造内閣）

## 選挙歴
| 当落 | 選挙                   | 執行日         | 年齢 | 選挙区      | 政党       | 得票数    | 得票率 | 定数 | 得票順位 /候補者数 | 政党内比例順位 /政党当選者数 |
| ---- | ---------------------- | -------------- | ---- | ----------- | ---------- | --------- | ------ | ---- | ------------------ | ---------------------------- |
| 当   | 第49回衆議院議員総選挙 | 2021年10月31日 | 51   | 石川県第1区 | 自由民主党 | 8万8321票 | 46.14% | 1    | 1/4                | /                            |
| 当   | 第50回衆議院議員総選挙 | 2024年10月27日 | 54   | 石川県第1区 | 自由民主党 | 6万4997票 | 36.27% | 1    | 1/6                | /                            |